# Levantamiento en Guadalajara de 1824
El levantamiento en Guadalajara de 1824 fue un conflicto armado encabezado por una fracción independentista luego de la caída del Primer Imperio Mexicano y la victoria de la revolución del Plan de Casa Mata con motivo de la propuesta hecha por el diputado Miguel Ramos Arizpe de que se concentrara el gobierno en una sola persona elegida entre los actuales miembros del poder ejecutivo y que el individuo en quien recayese la elección fuera nombrado presidente de la república.

## Conflicto
Cuando en Guadalajara se supo de lo que se trataba en el Congreso, de nuevo se exaltaron los ánimos en junio, llegando las cosas a tal punto de que siendo enviado el general José Joaquín de Herrera para encargarse de la comandancia militar de esa ciudad no se le quiso reconocer, siendo la actitud más alarmante la actitud que allí tomaba el partido de Agustín de Iturbide, de cuyo regreso se hablaba y se escribía en publicaciones sediciosas que alimentaba el exministro Herrera, al paso que se levantaban fuerzas y se ocupaban purtos importantes.
Se acordó entonces que los generales Nicolás Bravo y Pedro Celestino Negrete volviesen a aquel Estado con una fuerte división. Para cubrir la falta del primero en el ejecutivo, vino a reemplazarlo Guadalupe Victoria. Las fuerzas del gobierno llegaron a la Hacienda del Cuatro, desde donde se intimó al general Anastasio Bustamante se pusiese a las órdenes del gobierno, retirando las tropas a sus cuarteles, pero sin que Nicolás Bravo y Pedro Celestino Negrete dejasen de avanzar sobre la ciudad que ocuparon sin resistencia, mediante convenio con los generales Anastasio Bustamante y Luis Quintanar, que a nombre del Congreso de Jalisco lo presentaron en los términos siguientes:

1.- Los que suscriben, como autorizados por el honorable Congreso Constituyente del Estado, a nombre del gobierno y de la división del ejército que existe en él, protestan solemnemente que no quieren otro sistema de gobierno que el representativo popular federativo, por el cual se pronunció toda la nación, y que sostendrán a toda costa, así los dignos representantes de dicha asamblea como los del general de la federación.

2.- Que en tal virtud, y respecto de estar ya legítimamente fijadas las bases de este sistema de gobierno, ofrecen cumplir y obedecer la acta constitutiva y demás leyes generales, que en virtud de ella dictare el Congreso de la Federación.

3.- Que no se obligará a la nación a obedecer un Poder Ejecutivo, contrario a la ley fundamental provisoria de la Federación, cual sería la dictadura, en la que ni aun ha pensado el Congreso general.

4.- Ni al pueblo de Jalisco, ni a las tropas que lo guarnecen, se harán cargos por la actitud que tomaron, creyendo que se trataba de una violenta agresión o del establecimiento de la ley de dictadura.

5.- Que supuesta la garantía para los militares de que habla el artículo anterior, se establecerá una unión íntima y fraternal entre unas fuerzas que son de la nación.

6.- Que los cuerpos que se decidieron por la defensa de Jalisco, no serán mancillados en ninguna época en su opinión, ni perjudicados sus individuos en sus ascensos que les toquen, sino al contrario, se les tratará con la consideración a que se le han hecho acreedores por sus sentimientos patrióticos y amor a la libertad, acerca de cuyos objetos han dado constantemente relevantes pruebas y no debieron servir de causa las últimas ocurrencias para su disoluciún.

## Consecuencias
Aprobadas por el general Bravo las disposiciones, el general Herrera ocupó el puesto que se le había destinado y quedó restablecido el orden. No obstante, los generales Bustamante y Quintanar quedaron en calidad de presos, hasta que fueron encaminados al puerto de Acapulco para que fuesen llevados desterrados a Sudamérica, cosa que no llegó a suceder.